# گروه تالس
گروه تالس (به فرانسوی: Thales) شرکت صنایع جنگ‌افزاری و هوافضای فرانسوی است، که طراح و سازنده قطعات و تجهیزات الکترونیکی مورد نیاز در صنایع هوافضا، ترابری، صنایع دفاعی-نظامی و تجهیزات امنیتی می‌باشد.
دفتر مرکزی این شرکت در حومه پاریس و در شهر نوی-سور-سن قرار دارد و بخشی از سهام آن در بازار بورس یورونکست پاریس معامله می‌شود.
گروه تالس در سال ۲۰۱۱ در فهرست فورچون جهانی ۵۰۰ در رتبه ۴۷۵ از بزرگترین شرکت‌های جهان قرار گرفت. همچنین در فهرست منتشر شده توسط مجله فرچون از بزرگترین شرکت‌های صنایع دفاعی، رتبه ۱۱ را به خود اختصاص داد. این شرکت در حدود ۶۰٪ از درآمد خود را از بخش تولیدات جنگ‌افزار کسب می‌نماید.